# Домасово
Дома́сово (рос. Домасово) — село у складі Нерчинсько-Заводського району Забайкальського краю, Росія. Входить до складу Аргунського сільського поселення.
Стара назва — Дамасово.

## Населення
Населення — 161 особа (2010; 184 у 2002).
Національний склад (станом на 2002 рік):
- росіяни — 99 %